# Istenič
Istenič je priimek v Sloveniji, ki ga je po podatkih Statističnega urada Republike Slovenije na dan 1. januarja 2010 uporabljalo 448 oseb.

## Pomembni nosilci priimka
- Andreja Istenič Starčič, pedagoginja, prof. FGG UL in UP
- Anja Istenič (*1996), pevka, glasbenica
- Janez Istenič (*1940), agronom, vinar
- Janka Istenič (*1960), arheologinja, muzealka
- Lilijana Istenič (1931 - 2020), biologinja, univ. profesorica
- Majda Černič Istenič (*1959), sociologinja
- Miha Istenič, vinar, enolog
- Peter Istenič, partizan, inženirski podčastnik JLA
- Radko Istenič (*1943), strojnik, jedrski tehnik
- Rado Istenič (1915 - 1951), smučar - nordijski kombinatorec, olimpijec
- Rok Istenič, elektrotehnik/robotik
- Rudi Istenič (*1971), nogometaš
- Saša Istenič Kotar (*1977), sinologinja, prof. FF
- Saša Poljak Istenič, etnologinja, docentka za turizem
- Tanja Istenič, ekonomistka
- Živa Istenič, judoistka